# Kanton Saint-Lô-1
Kanton Saint-Lô-1 (fr. Canton de Saint-Lô-1) je kanton v departementu Manche v regionu Normandie ve Francii.
Byl vytvořen při reformě kantonů v roce 2014 seskupením 12 obcí a části města Saint-Lô. V květnu 2016 ho tvořilo 10 obcí (vzhledem k procesu slučování některých obcí) a část města Saint-Lô.

## Obce kantonu
- Saint-Lô (část)
- Agneaux
- Thèreval [p 1]
- Le Lorey
- Marigny [p 2]
- Le Mesnil-Amey
- Le Mesnil-Eury
- Le Mesnil-Vigot
- Montreuil-sur-Lozon
- Remilly-sur-Lozon
- Saint-Gilles